# ケンブリッジ使徒会
ケンブリッジ使徒会（Cambridge Apostles、ケンブリッジしとかい、談話会（Conversazione）として知られている）は、1820年にケンブリッジ大学の学生だったジョージ・トムリンソンによって創設された知的なソサエティである。トムリンソンはジブラルタルの最初の司教になっている。
使徒会という会の呼び名の由来は、その発足メンバーの数が12人だったことに由来している。メンバーは主に学部学生であるが、大学院生や、すでに大学や大学のポストを持っているメンバーもいる。ソサエティは伝統的にそのメンバーのほとんどをクライスツ・カレッジ、セント・ジョンズ・カレッジ、ジーザス・カレッジ、トリニティ・カレッジ、キングス・カレッジから入会させている。

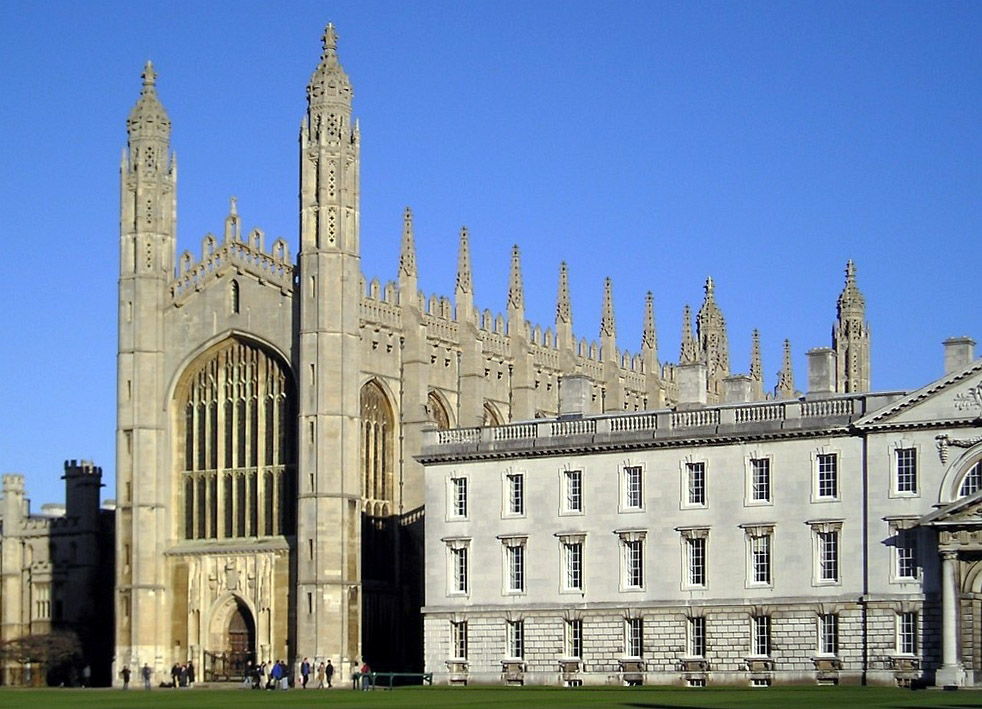
キングス・カレッジのチャペル

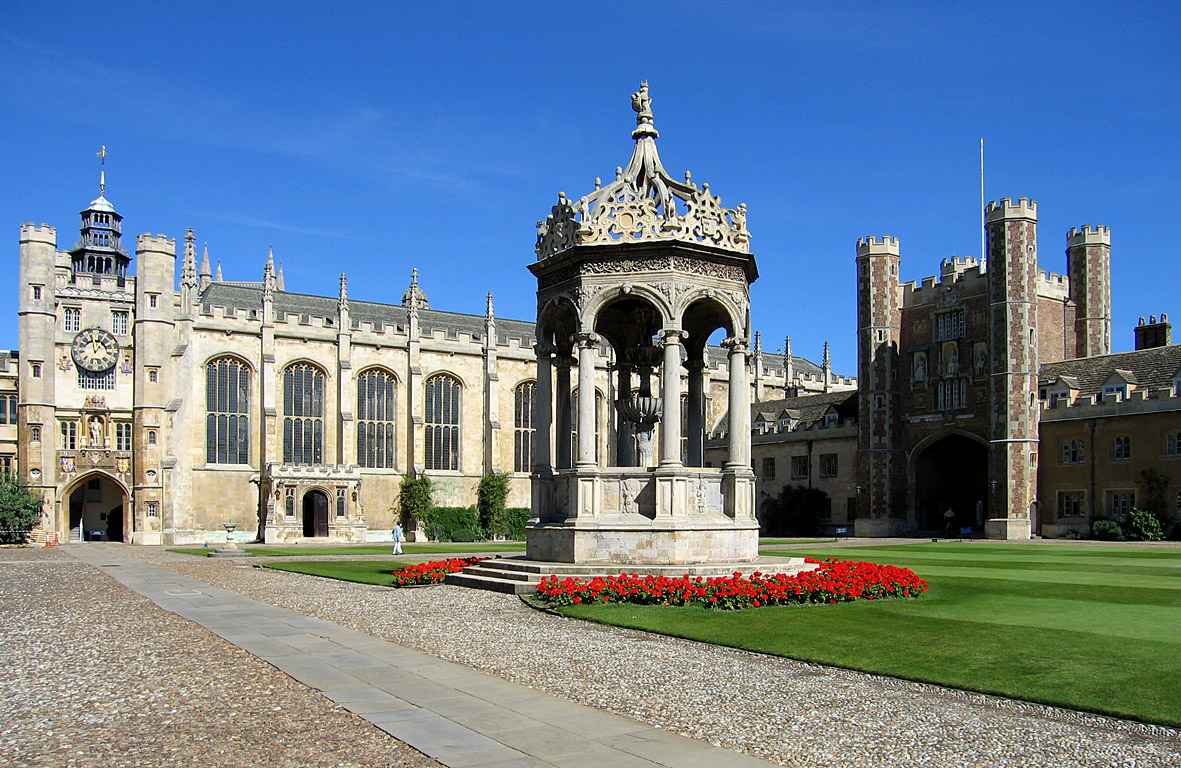
トリニティ・カレッジ

## 活動と会員資格
ソサエティは本質的にディスカッショングループである。ミーティングは週に1回、伝統的に土曜日の夜に開催され、その間に1人のメンバーが特定の話題について準備してきた演説を行い、その後それについて自由に議論が行われる。
通常の手順は、メンバーがトピックを提示する当番にあたったメンバーの部屋で会合が行われる。話題提供者であるホストは、オイルサーディンを載せたトーストにコーヒーという軽食を提供する。これは「クジラ」とあだ名されている。女性は1970年代に初めてソサエティに参加を認められるようになった。
使徒たちは、その創設者にまでさかのぼる彼らの会員の革装の日記（「本」）を所有している。これには、各メンバーが話したトピックについての手書きのメモが含まれている。この日記は、いわゆる「アーク」(Ark、契約の箱)と呼ばれる杉の箱に収められており、その中にはグループの初期のいくつかの手書きのメモ、メンバーが話した話題、および出席者が投票した議論の結果まで収められている。
投票された質問が、議論された問題とただ接点をもっているということは、名誉なことと考えられていた。
「使徒」と呼ばれるメンバーは、アクティブな、通常は学部学生のメンバーである。引退したメンバーは「天使」と呼ばれている。学部学生は、卒業またはフェローシップを授与された後、天使になることを申請する。
数年ごとに、秘密が厳しくなる中、すべての天使たちはケンブリッジ大学での使徒たちの夕食に招待される。かつては毎年、ロンドンで恒例のディナーが開催されていた。メンバー候補と目されている学部生は「胚」と呼ばれ、「胚パーティー」に招待され、メンバーは学生を招待すべきかどうかを検討する。「胚」は、メンバー入の候補と知らずにパーティーに参加する。
使徒になるには、秘密の誓いを立て、1851年頃に神学者である 使徒フェントン・ジョン・アンソニー・ホートによって書かれた呪いの朗読を聞かなくてはならない。
元メンバーは、お互いに感じている生涯にわたる絆について語ってきた。哲学者のヘンリー・シジウィックは、使徒たちの回想録の中で、「このソサエティへの愛着の絆は、私が人生で知っている最も強力な仲間の絆(corporate bond)である」と書いている。
アルフレッド・テニスンは、おそらく彼の友人アーサー・ハラムの招待により、1829年に使徒たちに加わった。ルートヴィヒ・ウィトゲンシュタインを招待したジョン・メイナード・ケインズと同様、バートランド・ラッセルとG・E・ムーアも学生時代、このソサエティに参加していた。ラッセルは、ウィトゲンシュタインがグループの不真面目さとユーモアのスタイルを評価しないのではないかと心配した。彼は1912年に入会したが、暖炉に関する議論のレベルに耐えられなかったため、ほぼ即座に退会した。（彼はまた、モラルサイエンスクラブでの議論に自分を合わせるのに苦労した）。彼は、1920年代にケンブリッジに戻ってきたときに、再度メンバーになっている。

## メンバー
ケンブリッジ使徒会の検証可能なメンバーは、時代によって分けられている。加入年度が判明している場合は、カッコ内に示されている。

### ビクトリア朝時代
以下のメンバーはビクトリア朝時代のものである。:
| - アーサー・ジェームズ・バルフォア, 首相 - オスカー・ブラウニング,歴史家 - エラスムス・A・ダーウィン, 医師でチャールズ・ダーウィンの兄弟 (1823) - ゴールズワージー・ロウズ・ディキンソン,歴史家で哲学者 - アーサー・ハラム, 叙情詩人 (1829) - ジョン・ミッチェル・ケンブル, 歴史家 - フレデリック・ウィリアム・メイトランド, 法学者 | - フレデリック・デニソン・モーリス, 神学者でキリスト教社会主義の創設者 - ジェームズ・クラーク・マクスウェル, 物理学者(1852) - ヘンリー・シジウィック,哲学者で功利主義者 (1857) - アルフレッド・テニスン,ビクトリア朝時代の詩人 - ジョージ・トムリンソン, ジブラルタルの主教 (1820) |

### 20世紀
以下のメンバーは20世紀に帰属する。:
| - ノエル・アナン, MI5 のメンバー、ロンドン大学学長 - ジュリアン・ベル, 作詞家 - フランシス・ビレル, 評論家、ジャーナリスト - アンソニー・ブラント, 美術史家で二重スパイ(MI6及び KGBスパイ) - ルパート・ブルック, 叙情詩人 (1908) - アーサー・ブラー, 法学者 - チャールズ・ブラー, 政治家 - ガイ・バージェス, 二重スパイ(MI6及び KGBスパイ) - エドワード・モーガン・フォースター, 作家 (1901) - ロジャー・フライ, 画家、美術評論家 (1887) - ゴッドフレイ・ハロルド・ハーディ, 数学者 - エリック・ホブズボーム,歴史家 - アラン・ロイド・ホジキン, 生理学者、ノーベル賞受賞者 - フェントン・ホート, 神学者 (1851) - オルダス・ハクスリー, 作家 - ジョン・メイナード・ケインズ, エコノミスト - ポール・レヴィ, 作家で料理評論家 - ジェフリー・ロイド, 古典学者、科学史家 - デズモンド・マッカーシー, コラムニスト、評論家 - ジョン・マクタガート・エリス・マクタガート,哲学者 - チャールズ・メリヴェール, 歴史家 - ジョージ・エドワード・ムーア, 哲学者 (1894) | - レイモンド・モーティマー, 美術評論家、ジャーナリスト - ビクター・ロスチャイルド, 銀行家 - バートランド・ラッセル,哲学者 (1892) - ジョン・トレシダー・シェパード, 古典学者 - ジェラルド・ショーブ, 経済学者 (1909) - C・P・スノー, 作家、物理学者 - ジョン・スターリング, 作家 - ジェイムズ・ストレイチー、ジャーナリスト（ジークムント・フロイトの伝記作家） - リットン・ストレイチー、小説家、評論家（1902） - マイケル・ストレート、広報担当者、KGBスパイ - スティーブン・トムリン、彫刻家 - リチャード・トレンチ、作家、神学者 - ジョージ・マコーリー・トレベリアン、歴史家 - ロバート・トレヴェリアン、詩人、翻訳者 - サクソンシドニーターナー、作家 - アーサー・ウェイリー、中国学者および歴史家 - レナード・ウルフ、出版社兼作家、ヴァージニア・ウルフの夫（1902） - ブルック・フォス・ウェストコット、神学者 - アルフレッド・ノース・ホワイトヘッド、数学者および哲学者（1884） - ルートヴィヒ・ウィトゲンシュタイン、哲学者（1912） |

## ケンブリッジ・スパイ事件
ケンブリッジ使徒会は1973年にケンブリッジ・スパイ事件を通じて知られるようになった。1979年、マーガレット・サッチャー首相は庶民院の前に現れ、英国史上最大のスパイスキャンダルの1つをMPに公に発表した。
英国政府の最高レベルの機密にアクセスできる少なくとも4人の男性（うち2人は元使徒）は、KGBに情報を渡した罪で有罪判決を受けている。4つの秘密エージェントは次のとおりである。
- ガイ・バージェス、MI6役員、外務次官補[8]
- アンソニー・ブラント、MI5役員、コートールド研究所所長、女王の芸術顧問[8]
- ドナルド・マクリーン、国務省高官
- キム・フィルビー、MI6役員兼ジャーナリスト

発見されたのは4人の男性だけだったが、英国諜報機関の上級将校と思われる5人目の男性の噂があった。これらの噂の多くは、スパイの拠点のためにロンドンの施設を提供した別の使徒であるビクター・ロスチャイルド（1910-1990）に言及していた。しかし、彼がスパイ活動について知っていたという証拠はなかった。これに関連して、ニューリパブリック誌の元編集者であるアメリカの作家マイケル・ストレート（1916–2004）も一時的に疑われた。チャールズ・カミングのスパイ小説『ケンブリッジ・シックス』(ハヤカワ文庫、2013年)は、文字通りこれをテーマにしたが、その他にもこの事件を下敷きにしたスパイ小説は数多くある。
名前を挙げられたスパイの中には、ケンブリッジ使徒会のメンバーであったガイ・バージェスとアンソニー・ブラントの2人の同性愛者がいた。
当時、秘密結社は同性愛とマルクス主義によって作られたと言われていた。共産主義者のアンソニー・ブラントは、1933年にソビエト連邦にいたときにKGBに最初に採用されたと言われている。英国に戻って、KGBからの指示で、彼はマイケル・ストレートを含むケンブリッジの他の学生をすぐに募集した。作家のラッセル・アイウトによると、バージェス、フィルビー、マクリーンを採用したのはブラントではなかったはずだという。